# Voděradské bučiny
Národní přírodní rezervace Voděradské bučiny se nachází v okrese Praha-východ převážně na území obce Černé Voděrady (na severozápadě do ní zasahují též území obcí Vyžlovka a Louňovice, na východě obci Jevany), přibližně třicet kilometrů jihovýchodně od Prahy. Předmětem ochrany je rozlehlý bukový porost a lesy s projevy mrazového zvětrávání. Rezervace byla vyhlášena 5. dubna 1955, její rozloha měří 684 hektarů, nadmořská výška je od 350 do 501 metrů.
Voděradské bučiny jsou rozsáhlým lesním komplexem na pravém břehu Jevanského potoka. Les tvoří převážně buky lesní, doplněné dubem letním, habrem obecným, místy se vyskytuje topol osika, lípa srdčitá či bříza bělokorá. V lese hnízdí řada vzácných druhů ptáků, například datel černý, holub doupňák či jestřáb lesní.
Část území tvoří bezzásahové neupravované plochy. Rezervace slouží jako vědecko–výzkumný a naukový objekt Fakulty lesnické a dřevařské České zemědělské univerzity v Praze.

## Historie

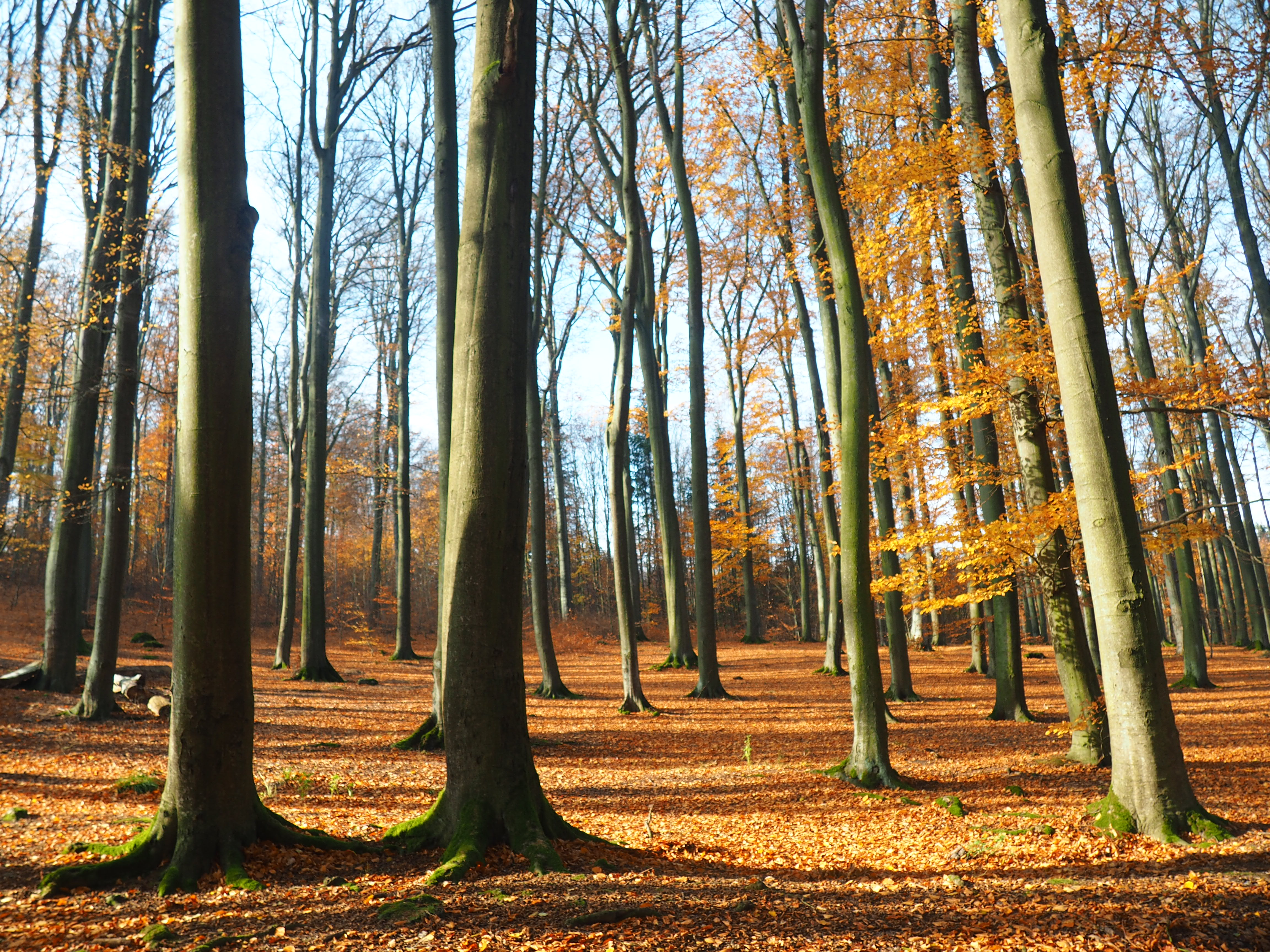
Typický vzhled bučiny

Od roku 1935 se v rezervaci uskutečňuje pedagogická činnost. Jsou zde umístěny trvalé výzkumné plochy. Od roku 1946 trvá nejstarší nepřerušená řada měření. Výsledek dlouhodobého ovlivňování přirozeného vývoje lesa dokazuje současný stav porostů. K počátkům rozsáhlejší lesnické činnosti se řadí rok 1740, kdy začali používat pro umělou obnovu osiva z místních zdrojů. Po roce 1860 používali cizí osivo, o kterém má fakulta veškeré záznamy, tudíž se tak dá doložit i původ místních dřevin. Tento rok[kdy?] došlo k rozsáhlým škodám, kvůli silné větrné kalamitě. Byla tak odvozena věková hranice stromů, které patří do genofondu místní původní populace. Například pro smrk 154, jedli 154, olši 134 a buk 104 let.
Národní přírodní rezervace byla vyhlášena 5. dubna 1955 z iniciativy děkana lesnické fakulty ČVUT v Praze Václava Korfa jako objekt ochrany přírody s cílem využití pro pedagogickou a vědeckou práci. V předválečném období se ochraně a pedagogice věnoval Josef Sigmond, kterému je věnován památník v oblasti. Na základě jeho vědecké práce a zájmu veřejnosti vznikla v šedesátých letech Naučná stezka Voděradské bučiny. Následoval ho jej Zdeněk Poleno, který má v rezervaci také vlastní památník. Díky vyhlášení rezervace se zamezilo ve výstavbě rekreačních nemovitostí podél pravého břehu místních rybníků.
V dalších letech probíhala velkoplošná těžba jedle (původní dřeviny), kvůli vysoké poptávce po stavebním dřevu. V minulosti nebyla povinnost poškozená území zalesnit či obnovit původními dřevinami, proto byly holiny neodborně vysázené smrkem. K nápravě došlo po roce 1790, kdy se vysévaly duby, borovice, břízy a buky se obnovovaly clonně. Vznikaly tak monotónní bučiny. O necelých šedesát let později se zavedlo velkoplošné hospodářství, a tak se ještě více zvýšila intenzita lesního hospodářství. Na přelomu 19. a 20. století se změnil typ obnovy těžby, a to na úzké holoseče, clonné obnovy, ponechávaly se výstavky a začaly se sázet jehličnaté porosty s příměsí listnáčů.

## Přírodní poměry
Národní přírodní rezervace Voděradské bučiny se rozkládá ve správních územích obcích Černé Voděrady (na jihu), Louňovice (na severozápadě), Vyžlovka (na severu) a Jevany (na severovýchodě) v okrese Praha-výcho. Podle poslední zmíněné obce je pojmenovaný Jevanský potok protékající všemi čtyřmi rybníky v oblasti (Jevanský, Švýcar, Ján a Vyžlovský rybník). Spravuje ji AOPK ČR – RP Střední Čechy.
Oblast je rozmanitá svou nadmořskou výškou, která se pohybuje od 345 metrů u Jevanského potoka až po vrch Kobyla vysoký 501 metrů. Výškový profil také určuje druhovou skladbu rostlin. Terén je různě členitý v oblasti několika přítoků do místních rybníků, dále jsou tu pahorky a menší hřebeny. Hlavní cesty jsou zpevněné.

### Geologie
NPR se nachází v Mnichovické pahorkatině a dále je součástí Jevanské plošiny. Najdeme zde malé hřebeny a pahorky mezi údolím Jevanského potoka, které lemuje severovýchodní hranici. Celou rezervací vede několik bezejmenných přítoků Jevanského potoka. Na jihozápadní hranici vede Zvánovický potok.
Převážně větší část chráněného území patří do severní části středočeského plutonu. Podloží je tvořeno hlavně říčanskými žulami spolu s aplitickými žulami. Říčanská žula je charakterizována porfyrickou strukturou s vyrostlicemi ortoklasu (živce) v základní hrubo až středně zrnité šedé hmotě. Aplitická žula nemá vyrostlice a je středně až jemně zrnitá. Mírně sem zasahuje také břidlice metamorfovaného voděradsko-zvánovického ostrova, pískovce a permokarbonské arkózy překryté vrstvou spraše a sprašových hlín. V okolí potoků se méně často vyskytují aluviální sedimenty.
Na území lze pozorovat periglaciální jevy (působením větrné eroze, vodních srážek, vzdušného kyslíku a změnami teplot). Hornina tak zvětrávala a na povrch se dostávala odolnější jádra žulových balvanů. Důležitou roli sehrálo střídání dob ledových a meziledových. Vznikly tady geomorfologické útvary – kamenné moře, mrazové sruby, pseudokary, varpy a balvanové proudy. V těchto nadmořských výškách zcela unikátní jev.

### Pedologie
Málokde jsou půdy oglejené, podzolované anebo nevyvinuté. Převažuje zde oligotrofní až mezotrofní hnědá lesní půda s menším obsahem humusu s různou hloubkou a zrnitostí podle reliéfu a podkladu. Vzniká zde surový humus, a to díky čistému bukovému porostu. Proces humifikace se děje vlivem suššího klimatu a mikroklimatu většinou za anaerobních podmínek.

### Klimatické podmínky

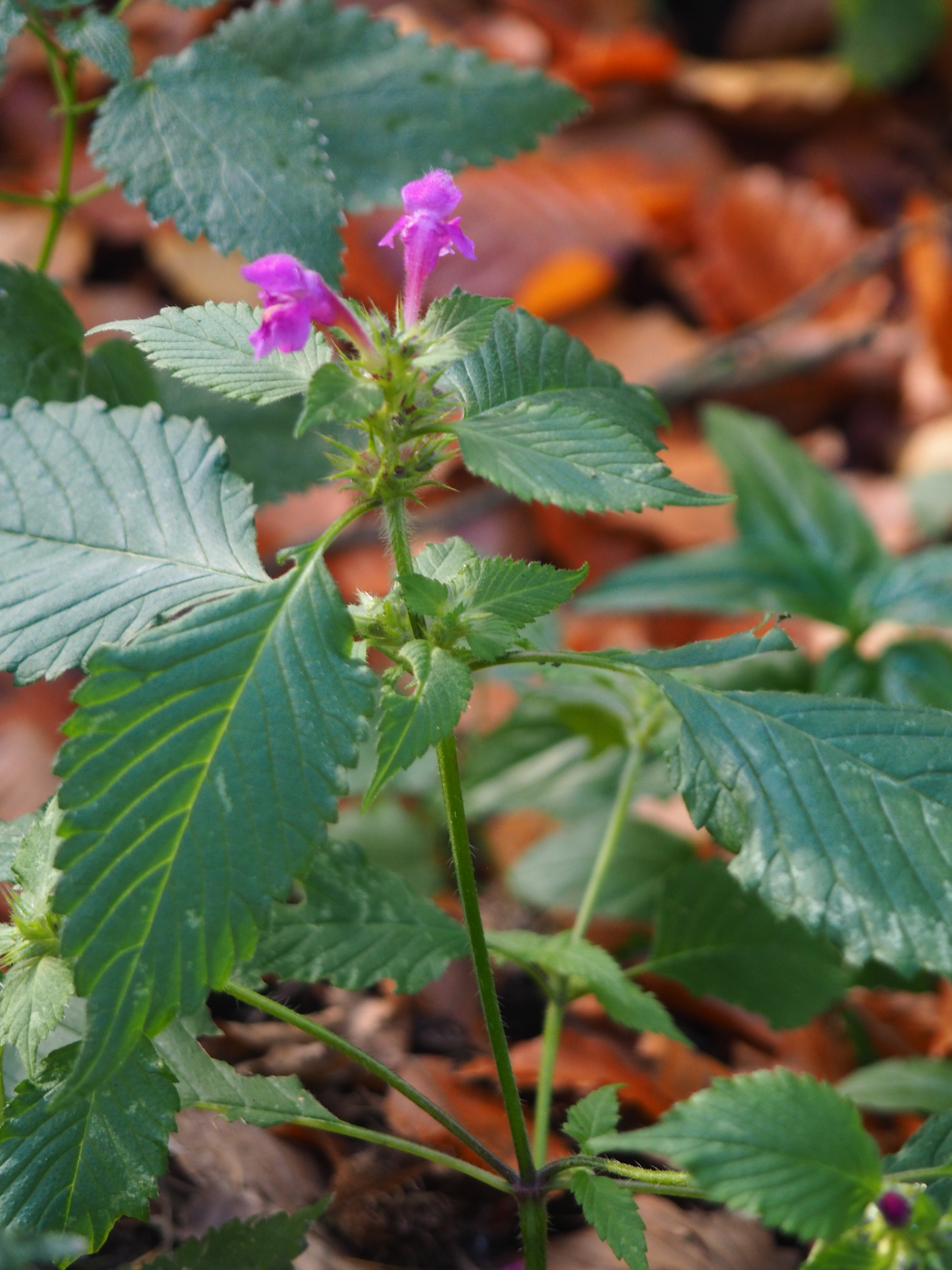
Konopice pýřitá

Průměrný roční úhrn srážek se pohybuje kolem 650 mm (415 mm v období vegetačního klidu) a průměrná roční teplota je zhruba 8 °C. Vytváří se mezoklimatické divergence působením makroklimatických podmínek.

### Flora
Jako typické zástupce dřevin spatříme dominantní buk lesní (Fagus sylvatica), habr obecný (Carpinus betulus), dub letní (Quercus robur), modřín evropský (Larix decidua), borovici lesní (Pinus sylvestris), olši lepkavou (Alnus glutinosa), břízu bělokorou (Betula pendula). V menší míře také topol osiku (Populus tremula), jasan ztepilý (Fraxinus excelsior), lípu srdčitou (Tilia cordata) a douglasku tisolistou (Pseudotsuga menziesii). V údolí Jevanského potoka vidíme javor klen (Acer pseudoplatanus), smrk ztepilý (Picea abies).  Původní výskyt jedle bělokoré (Abies alba) dokazují vlhkomilnější druhy jako ostřice řídkoklasá (Carex remota) a ostřice třeslicovitá (Carex brizoides).
Mezi typické bylinné zástupce dále patří kyčelnice devítilistá (Dentaria enneaphyllos), k. cibulkonosnou (D. bulbifera), mařinka vonná (Galium odoratum), konopice pýřitá (Galeopsis pubescens), třezalka tečkovaná (Hypericum perforatum), přeslička lesní (Equisetum sylvaticum), bažanka vytrvalá (Mercurialis perennis), pitulník žlutý (Galeobdolon luteum s.l.), a výjimečně i sasanka hajní (Anemone nemorosa). Můžeme se tu setkat výskytem druhů v teplejší nebo chladnější oblasti (jedná se o zvrat vegetačních stupňů).

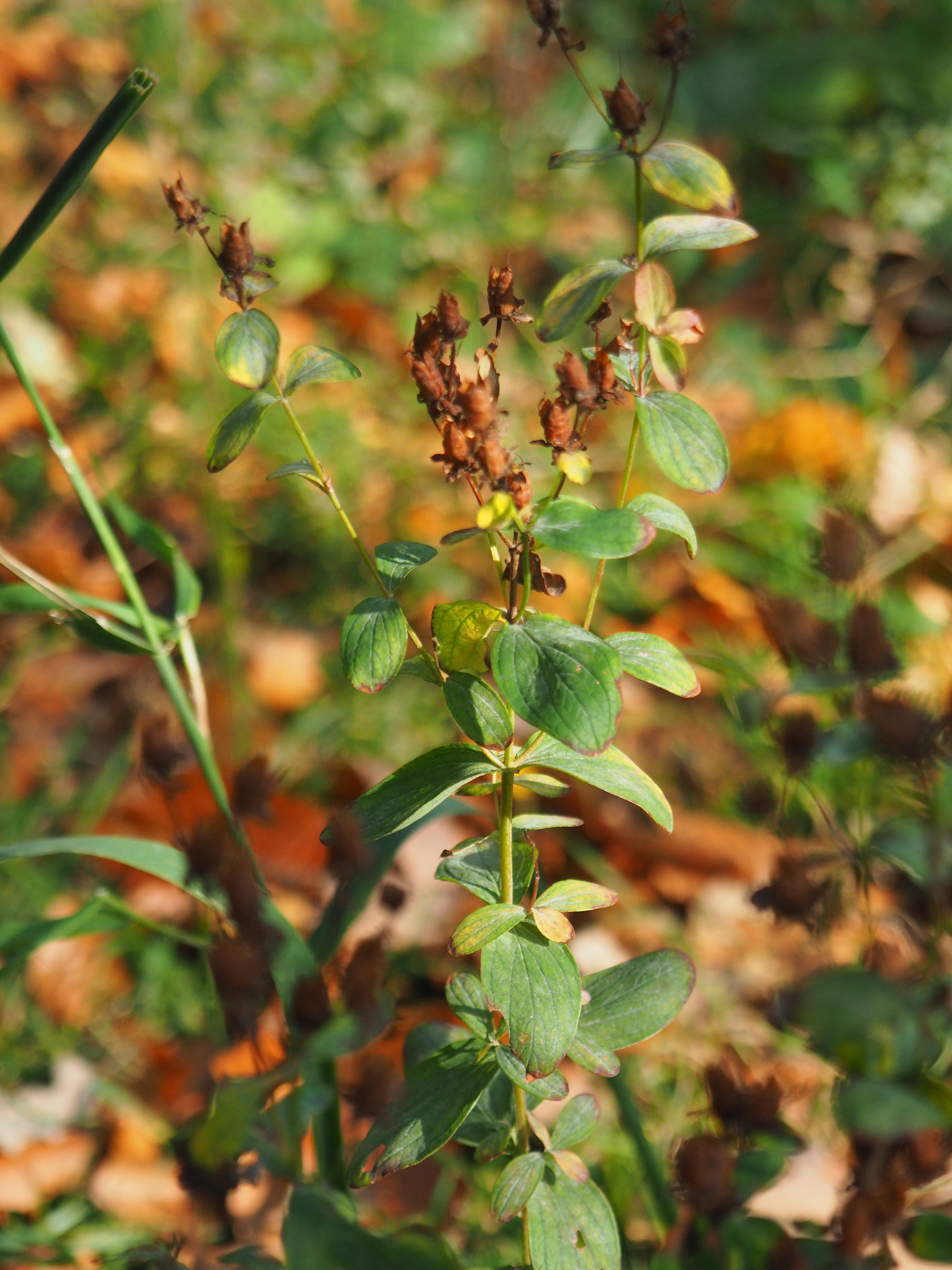
Třezalka tečkovaná

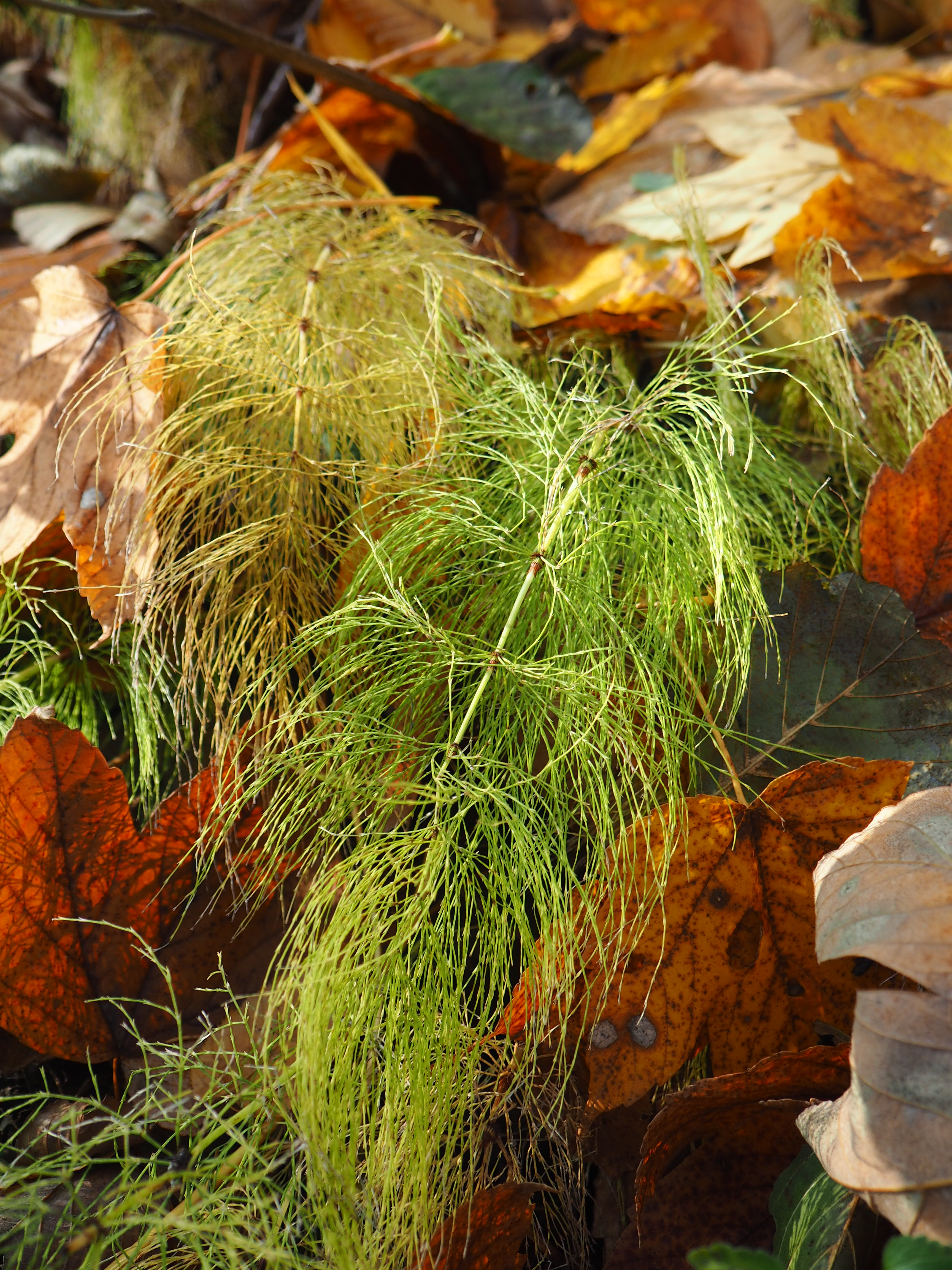
Přeslička lesní

### Fauna
Oblast je významná pro vzácné a ohrožené druhy brouků. Například pro druhy z čeledi Melandryidae a Eucnemidae, které indikují přírodně bohaté a zachovalé lesní biotopy, je důležité tento typ biotopu zachovat a chránit. Další zajímavostí je výskyt 30 druhů brouků z Červeného seznamu. Dnes bohužel nejvíce náročné a citlivé druhy nebyly potvrzeny, jelikož je zde nedostatečný podíl odumírajících a odumřelých stromů. Nízký počet odumřelého dřeva také způsobuje nízký počet dřevožijných hub.
Například lesák rumělkový (Cucuju cinnaberinus), některé druhy roztočů, chvostoskoků nebo hmyzenek. Dále se tu vyskytující druhy, které jsou endemické Jevania fageticola, pancířníci, chvostoskoci (Mesaphorura jevanica), chrostík (Synagapetus moselyi), sklovatka rudá (Daudebardia rufa), vrkoč(Vertigo substriata), střevlík (Pterostichus burmeisteri) a roháček (Systenocerus caraboides).
Z lesních motýlů, je zde hojný např. martináček bukový (Aglia tau), batolec duhový (Apatura iris), vzácní srpokřídlecovití motýli (Drepana curvatula, Sabra harpagula), hřbetozubci (Drymania querna, Ptilodontela cucullina) a přástevníci (Lithosia quadra, Parasemia plantaginis, Callimorpha dominula).
Z ptáků zde hnízdí holub doupňák (Columba oenas), lejsek bělokrký (Ficedula albicollis), lejsek malý (Ficedula parva), budníček lesní (Phylloscopus sibilatrix), včelojed lesní (Pernis apivorus), sýkora modřinka (Cyanistes caeruleus), pěnice černohlavá (Sylvia atricapilla), pěnkava obecná (Fringilla coelebs), jestřáb lesní (Accipites gentilis), výr velký (Bubo bubo), krkavec velký (Corvus corax), datel černý (Dryocopus martius), strakapoud velký (Dendrocopos major) a další. V okolí rybníků mohou žít druhy jako labuť velká (Cygnus olor), kachna divoká (Anas platyrhynchos), kopřivka obecná (Anas strepera), polák chocholačka (Aythya fuligula), potápka roháč (Podiceps cristatus), lyska černá (Fulica atra), ledňáček říční (Alcedo atthis), skorec vodní (Cinclus cinclus), konipas horský (Motacilla cinerea), volavka popelavá (Ardea cinerea) a čáp černý (Ciconia nigra).  
Z obojživelníků se můžeme potkat se skokanem hnědým (Rana temporaria) či ropuchou obecnou (Bufo bufo), rosničkou zelenou (Hyla arborea) anebo méně častým mlokem skvrnitým (Salamandra salamandra) a čolkem horským (Triturus alpestris).
Ze savců se setkáme s myšicí lesní (Apodemus flavicollis), rejskem malým (Sorex minutus), ježkem západním (Erinaceus europaeus), lasicí kolčava (Mustela nivalis), kunou skalní (Martes foina), liškou obecnou (Vulpes vulpes), veverkou obecnou (Sciurus vulgaris) anebo s prasetem divokým (Sus scrofa).

## Ochrana
Dnes slouží lokalita jako vědecko-výzkumný objekt ČZU v Praze. Přebrala ji po Školním lesním statku ČVUT, které ji získalo po roce 1935. Lesnická a environmentální fakulta zde dnes aplikuje maloplošné hospodaření. A to zaprvé ponechání přirozenému vývoji bez zásahu, bohužel je tak věnováno jen malé části bukových porostů a zadruhé klasickému hospodářskému využívání, které probíhá na většině území.
Cílem ochrany pro starší porosty s druhovou skladbou a strukturou blízké přírodě je ponechání samovolnému vývoji. Druhý cíl platí pro porosty, kde byla lesní skladba nebo struktura výrazněji porušena. Management se snaží přiblížit ke stavu blízkému druhové i prostorové skladbě dochovaných přirozených porostů. Jinými slovy pokusit se zvýšit biodiverzitu a skloubit záměry ČZU.
Národní přírodní památka se překrývá se stejnojmennou evropsky významnou lokalitou, která měří 317 ha a byla poprvé vyhlášena v roce 2009. Předmětem ochrany v evropsky významné lokalitě Voděradské bučiny jsou oligotrofní až mezotrofní stojaté vody nížinného až subalpínského stupně kontinentální a alpinské oblasti a horských poloh a jiných oblastí, s vegetací tříd Littorelletea uniflorae (vodní šídlatky) nebo Isoëto-Nanojuncetea (vytrvalé obojživelné byliny); bučiny asociace Luzulo-Fagetum (chudé acidofilní bukové porosty); bučiny asociace Asperulo-Fagetum (porosty nesmíšených bučin a smíšených jedlo-bukových lesů, vícevrstevné bylinné patro, květnaté bučiny).

## Turistika
Území je snadno dostupné autobusem ze zastávky Praha-Háje pravidelnými příměstskými linkami č. 381, 382 a 387, anebo vlakem z Hlavního nádraží linky S9 směr Benešov, kde poté v Říčanech lze přestoupit na výše zmíněné autobusové linky. Dále je oblast snáze dostupná pro milovníky cyklistiky. Oblast je protkána řadou cyklostezek (číslo 1, 0023, 0024, 0031, 0085) a turistických tras.
Rezervací vede několik značených turistických tras, kromě hlavní naučné stezky, tu vede například také stezka krajem Josefa Lady, cesta Kocoura Mikeše anebo lesní stezka Pěnčický okruh.
Naučná stezka Voděradské bučiny je dlouhá 8 km, má 8 zastávek (Úvodní, Vodní ptáci, Savci, Povodí Lesní potok, Lesní ptáci, Dřeviny, Vodní a suchozemský hmyz, Pěnčické údolí a Geologie). Je možné začít v podstatě kdekoliv, například na rozcestí u Vyžlovského rybníka nebo na konci hráze Jevanského rybníka.  
U jednoho z pramenů nalezneme pamětní kámen, připomínající osobu Václava Eliáše Lenharta, který byl inspektorem na černokosteleckém panství Liechtensteinů.

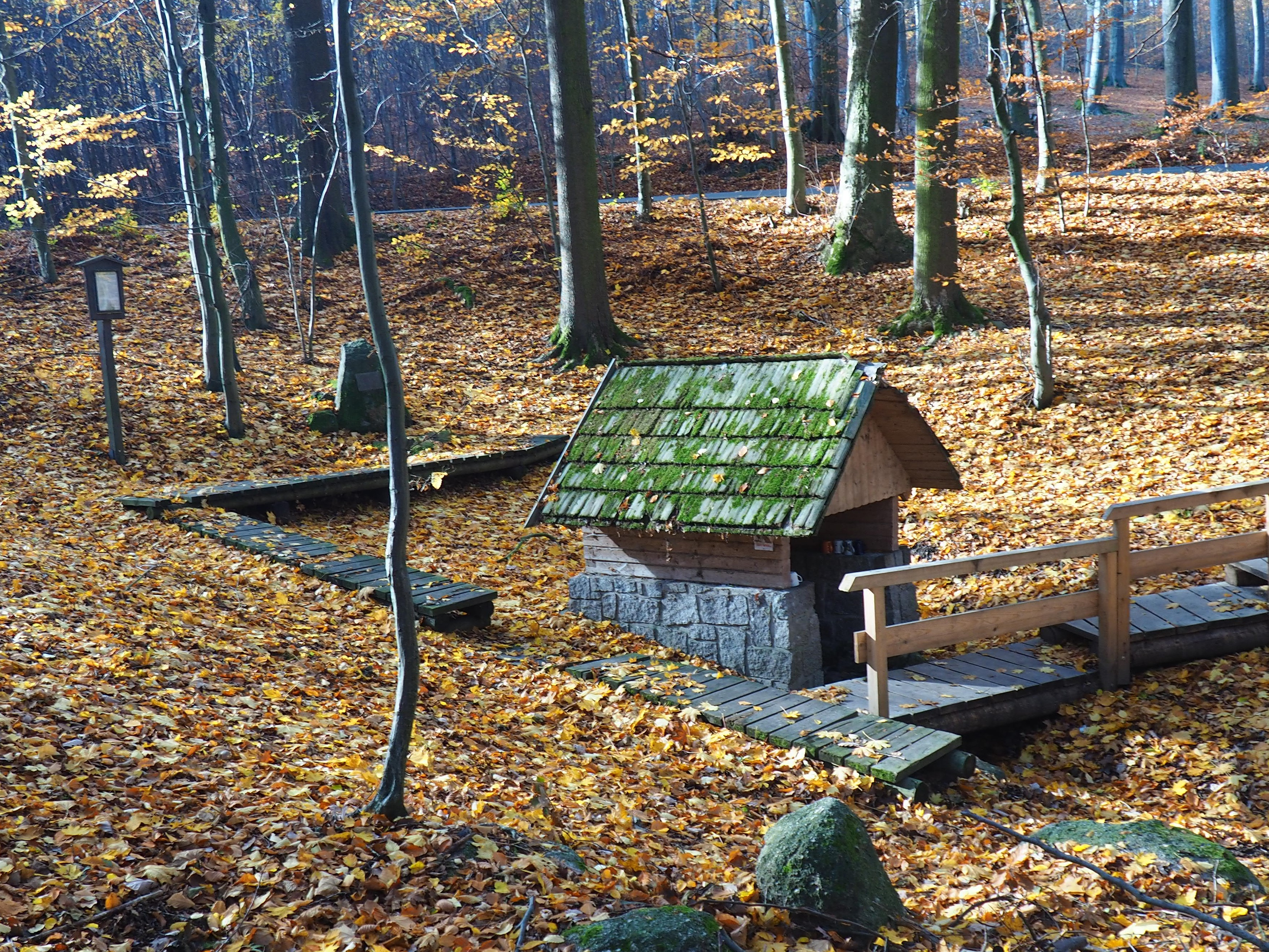
Lenhartova studánka s památným kamenem

## Zajímavosti

### Lom Kaménka
Z této oblasti pochází základní kámen Národního divadla v Praze. Podle zpráv z dobového tisku v měděné schránce byl za základní kámen považován mramorový kvádr s nápisem „Slivenec“. Dokumenty z pražské části Slivenec však dokazují, že doputoval na staveniště až v červenci 1868. V jiných dokumentech dokládají původ základního kamene z hory Říp. Ovšem odtud vylomený čedičový balvan nebyl vhodný na vysekávání prohlubně pro schránku. František Wurzel zachránil situaci tím, že navrhl kvalitní a cenově přijatelný žulový kámen ze svého lomu v Kaménce. Zástupci Sboru pro zřízení českého národního divadla se proto rozhodli navštívit Louňovický lom, navržený blok si prohlédli a schválili. Opracoval jej pražský kameník Gabriel Žižka. Na základní kámen se poprvé poklepalo 16. května 1868. V podzemí Národního divadla jsou kromě 20 viditelných kamenů, další tři zazděné vyjadřující spojení Čech a Moravy. Na čediči z Řípu (symbolizující Čechy) a na pískovci z Radhoště (symbolizující Moravu) sedí žulový kámen z Louňovic obsahující datovou schránku a červenozlatý nápis ´´Národ sobě – 1868´´.

### Památníky a pamětní desky
- Václav Eliáš Lenhart (1744–1806), autor první česky psané lesnické publikace, sloužil na lichtenštejnských panstvích, zemřel v Kostelci n. Č. l.
- Krištof Liebich (někdy uváděn jako Christoph; 1783–1874), lesnický odborník, vysokoškolský pedagog
- Zdeněk Poleno (1921–2002), profesor, lesnický odborník
- Josef Sigmond (1868–1956), městský lesní rada v Plzni, profesor lesnické fakulty v Praze

## Galerie

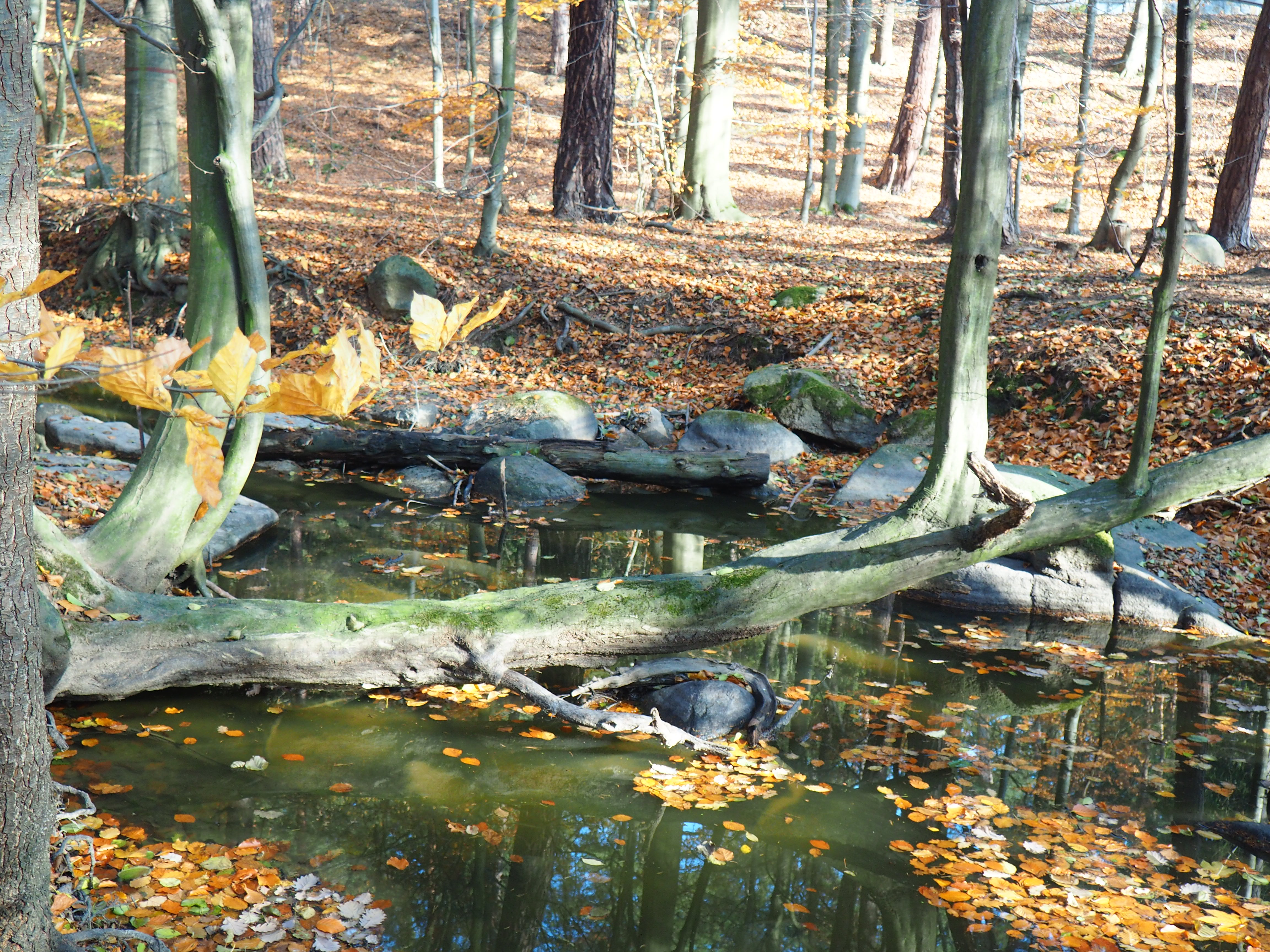
Bezzásahová ekologie
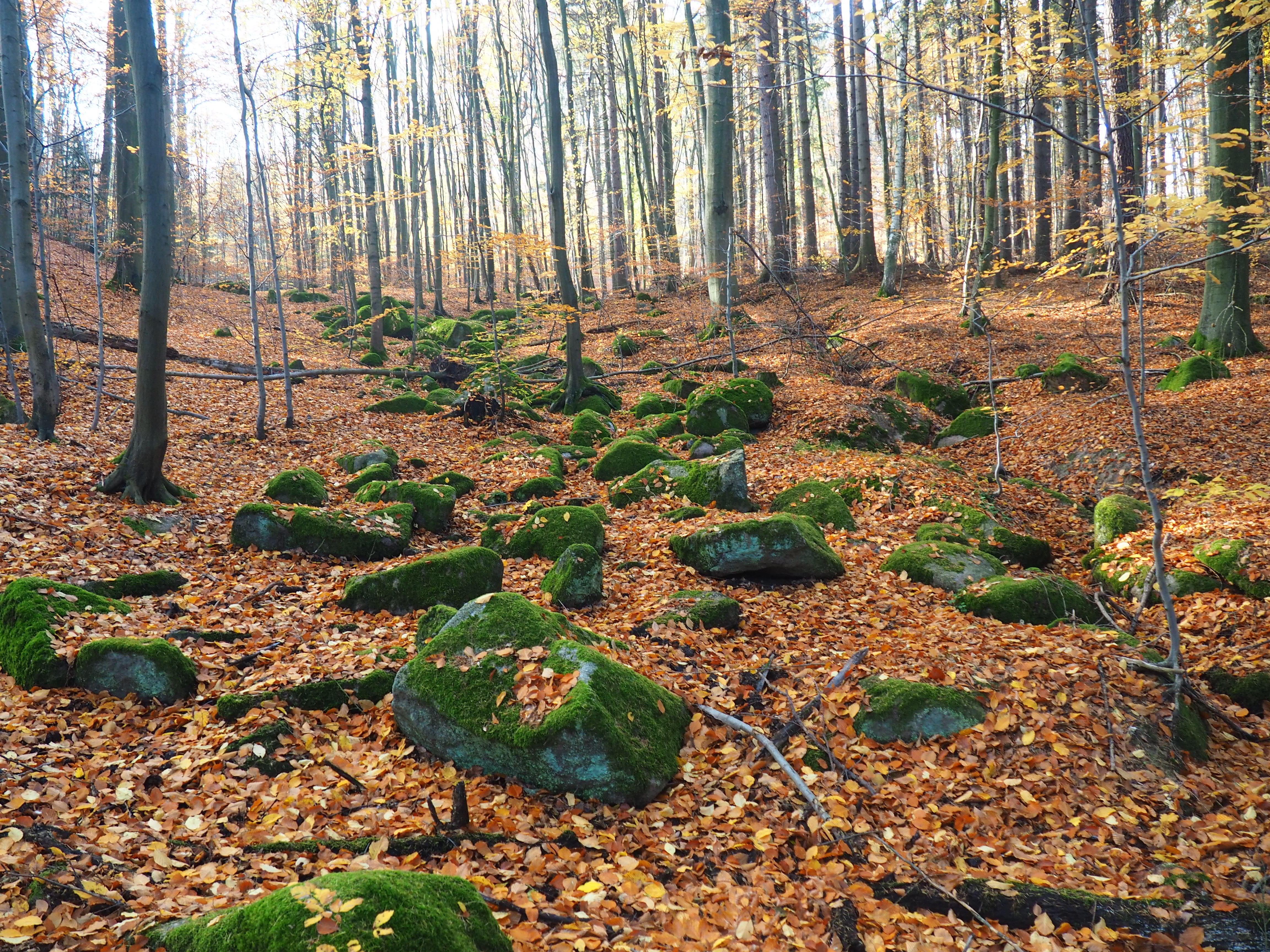
Varpy – periglaciální jev
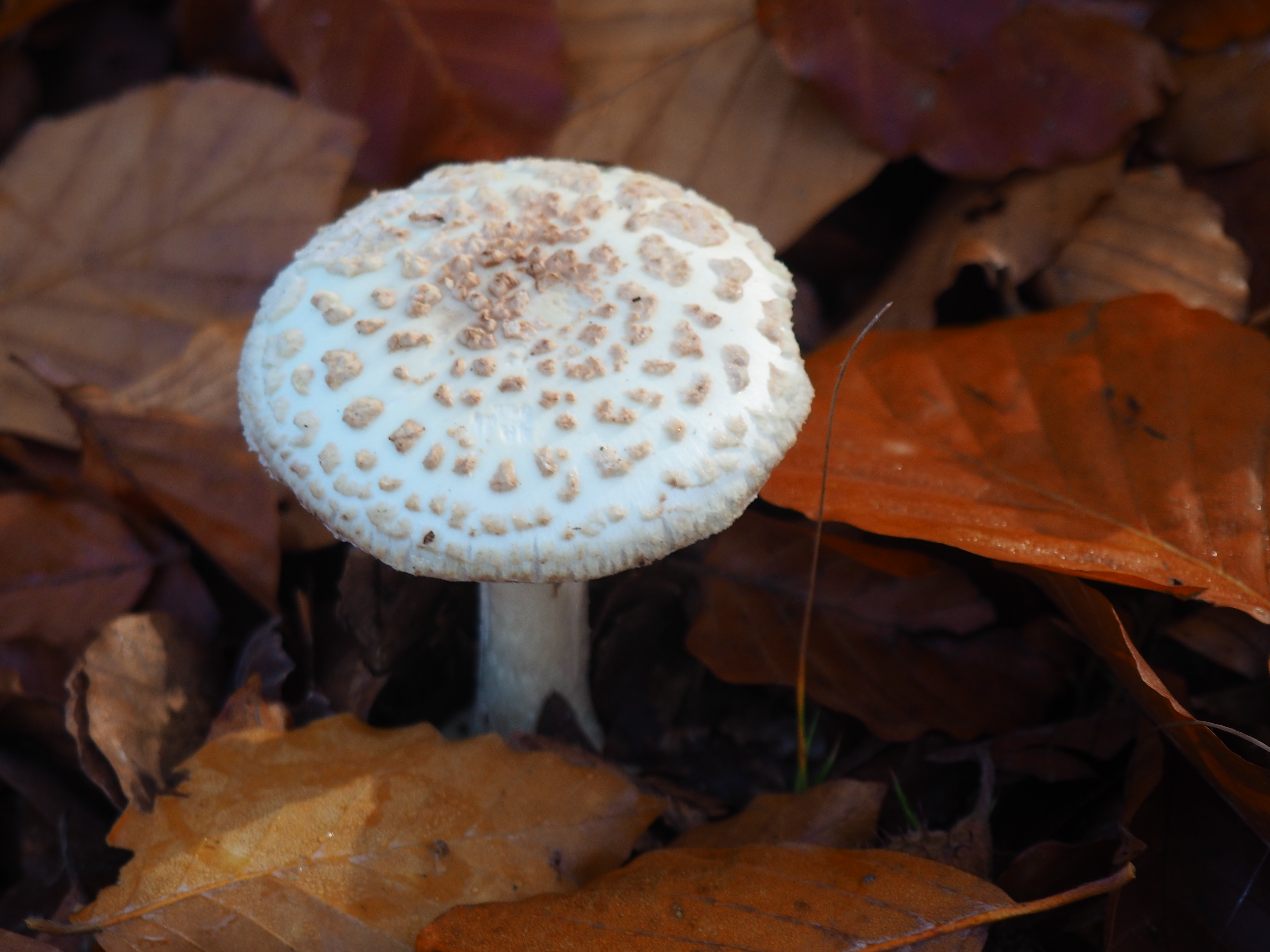
Amanita citrina
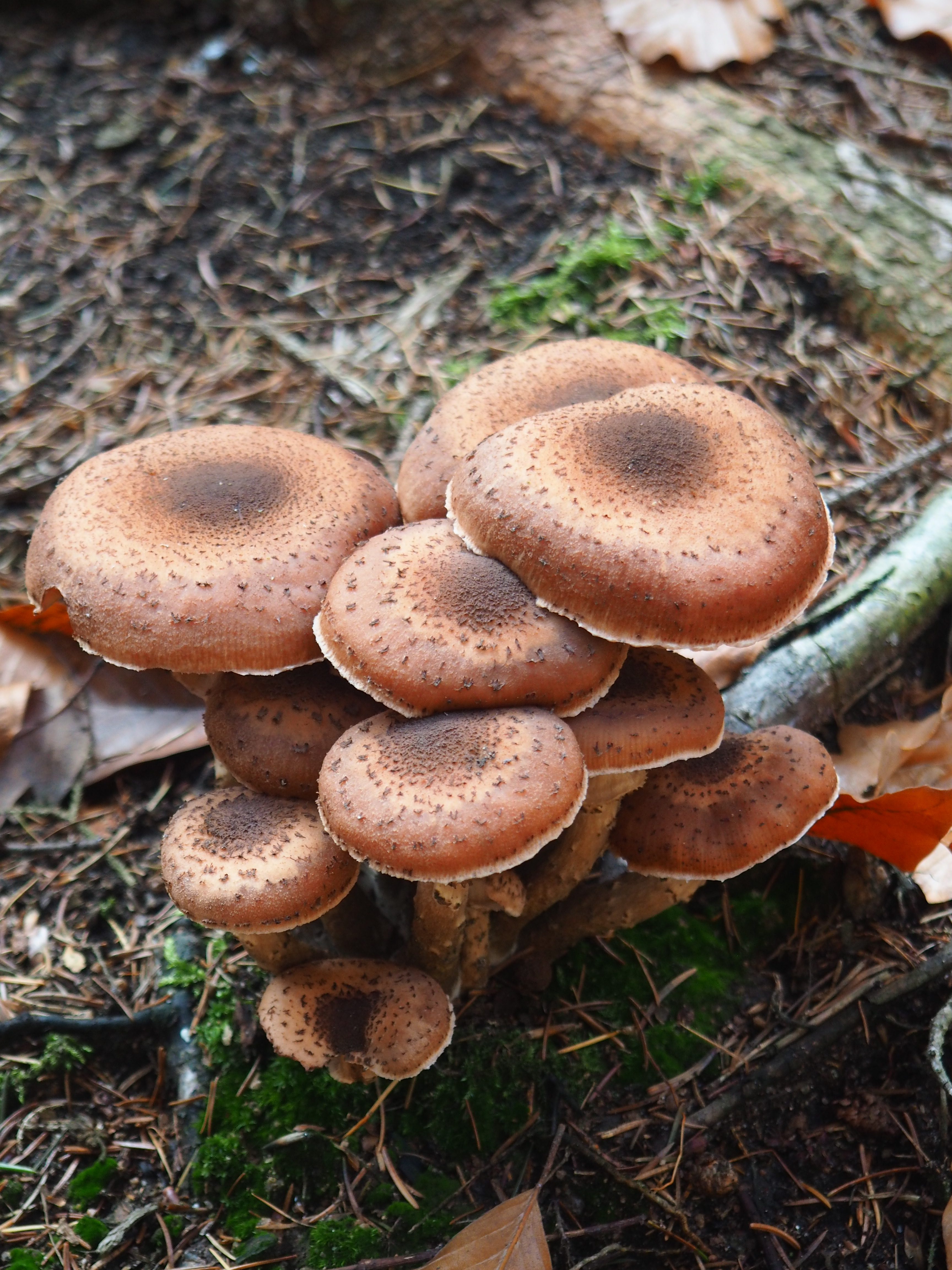
Armillaria sp.
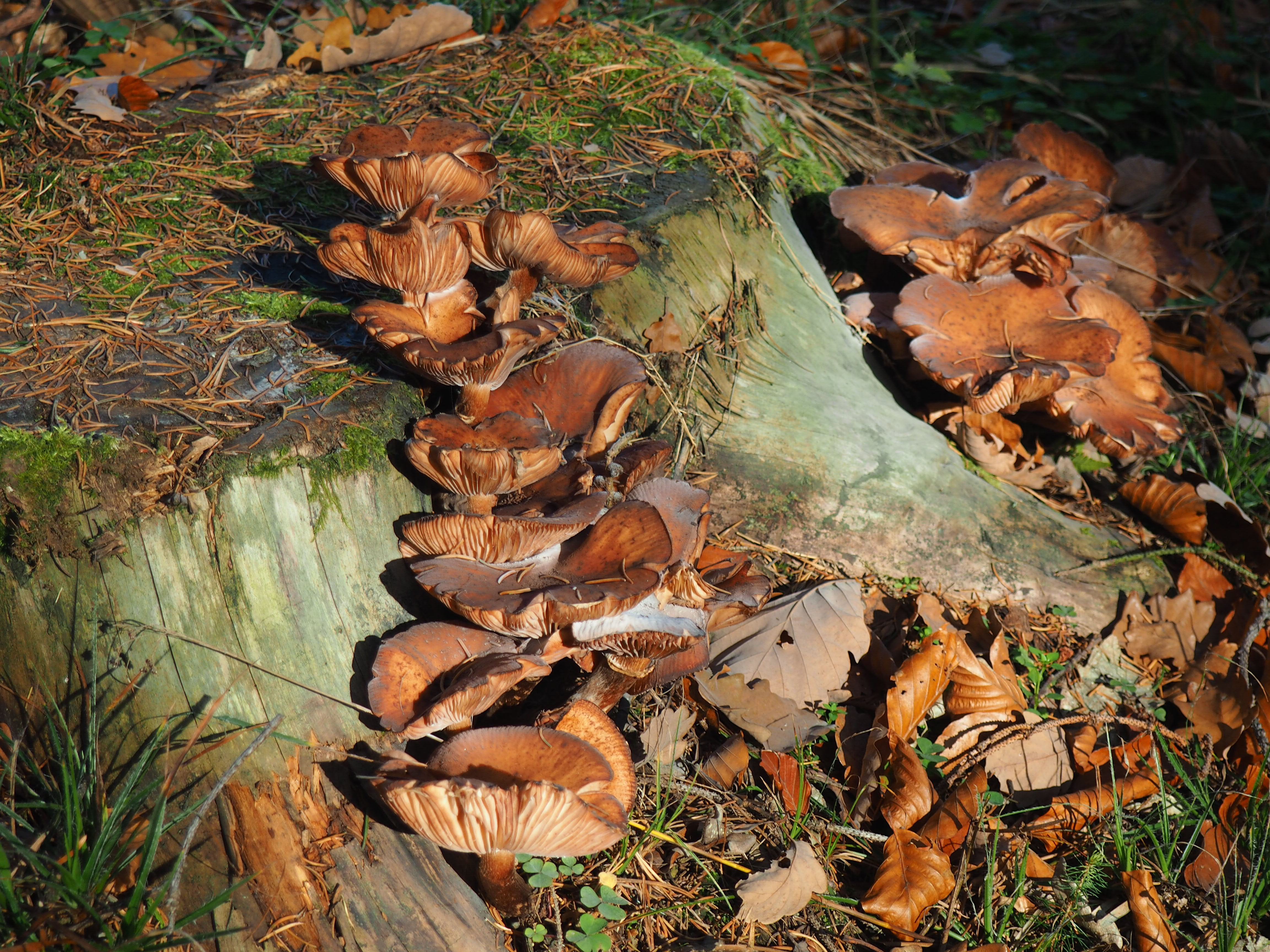
Armillaria sp.
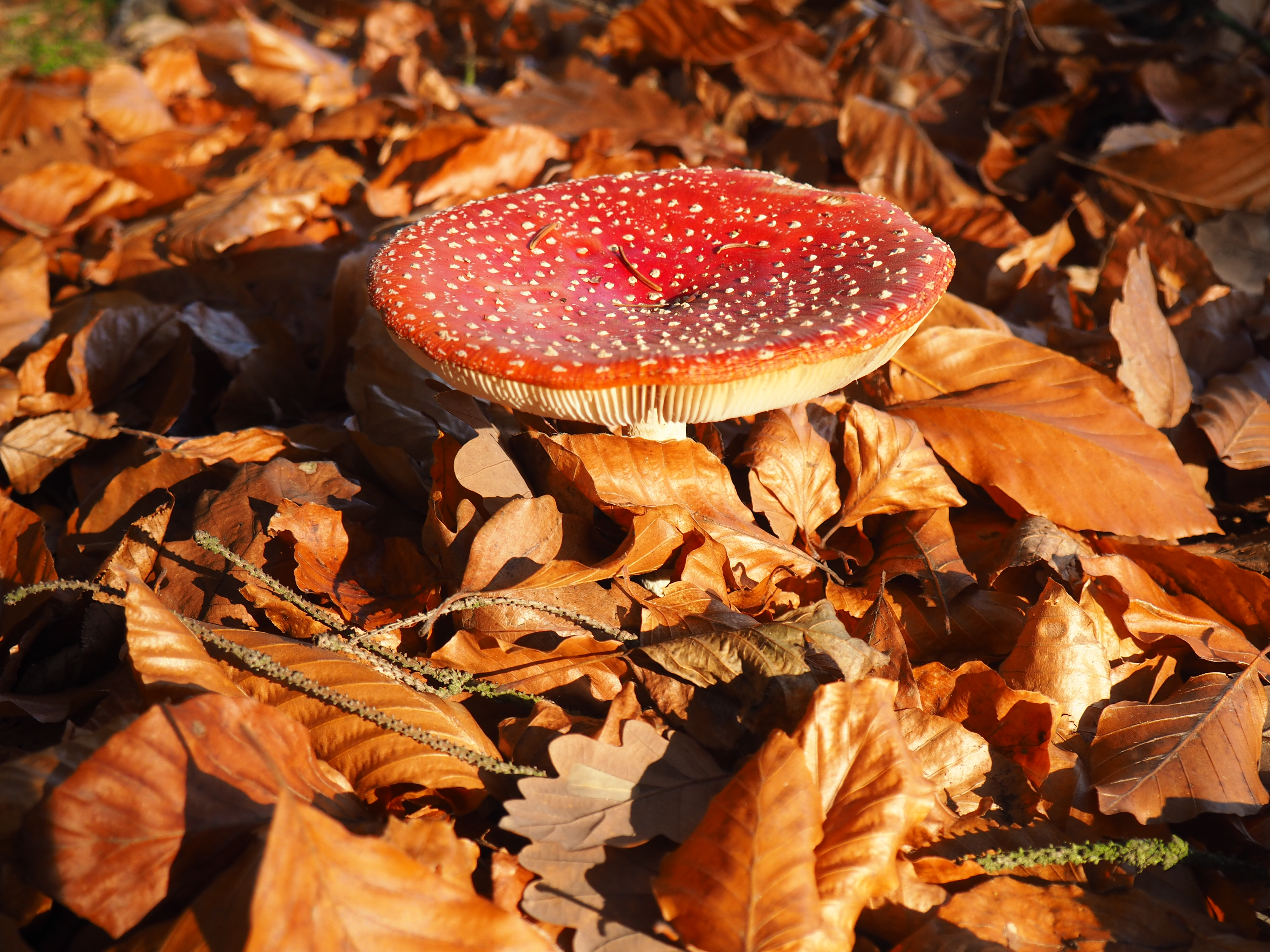
Amanita muscaria
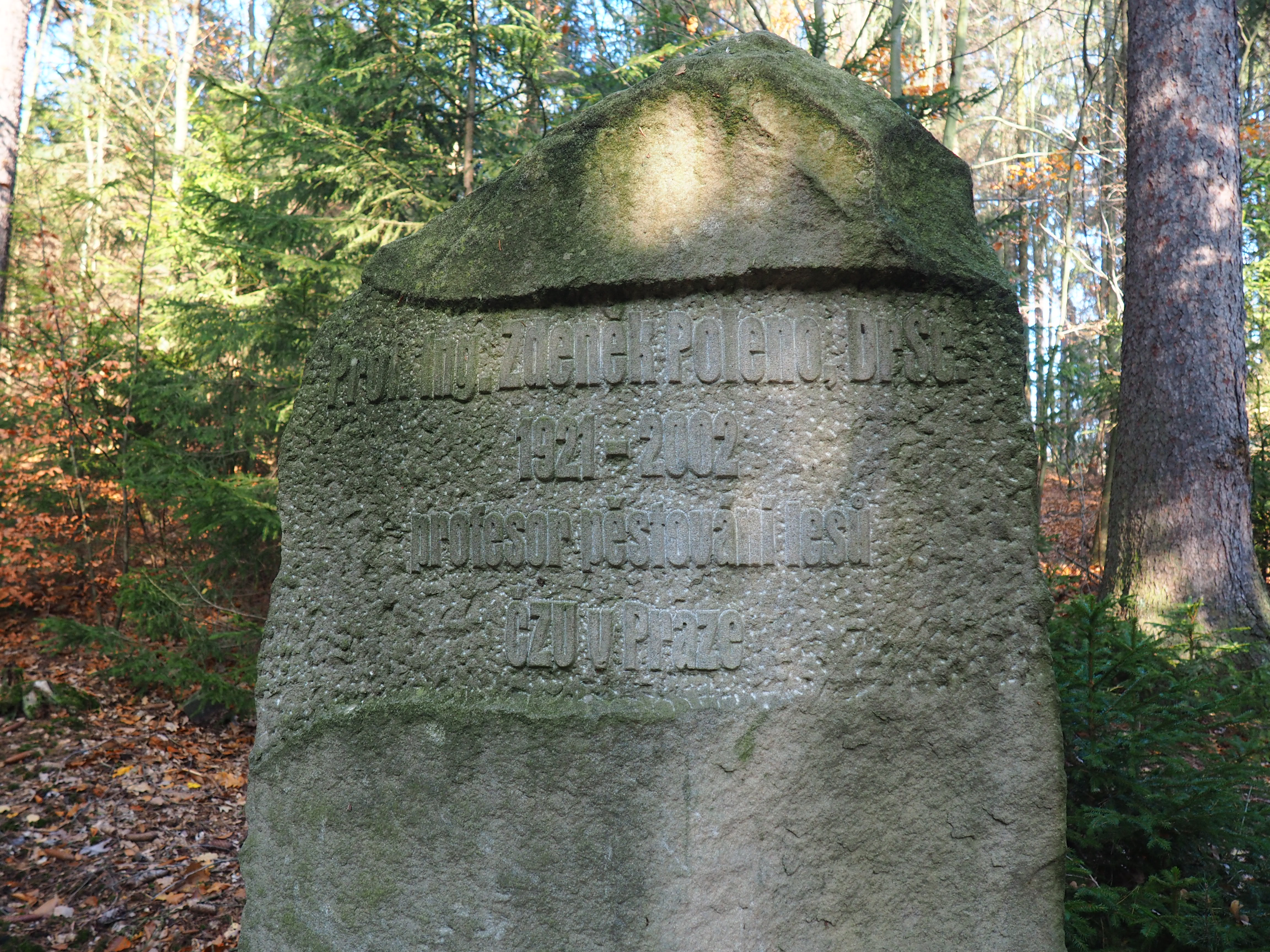
Památník profesora Zdeňka Polena
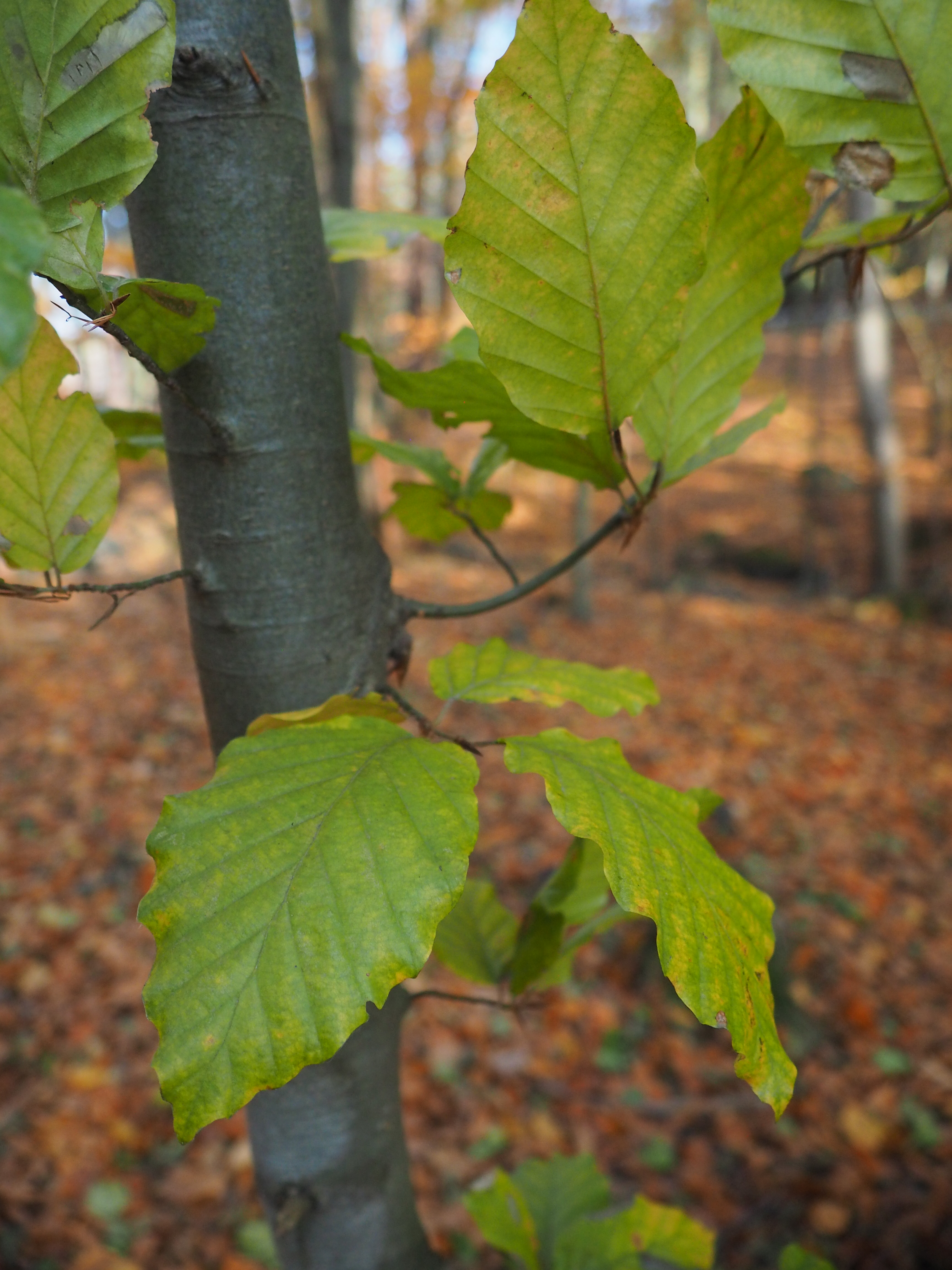
List buku
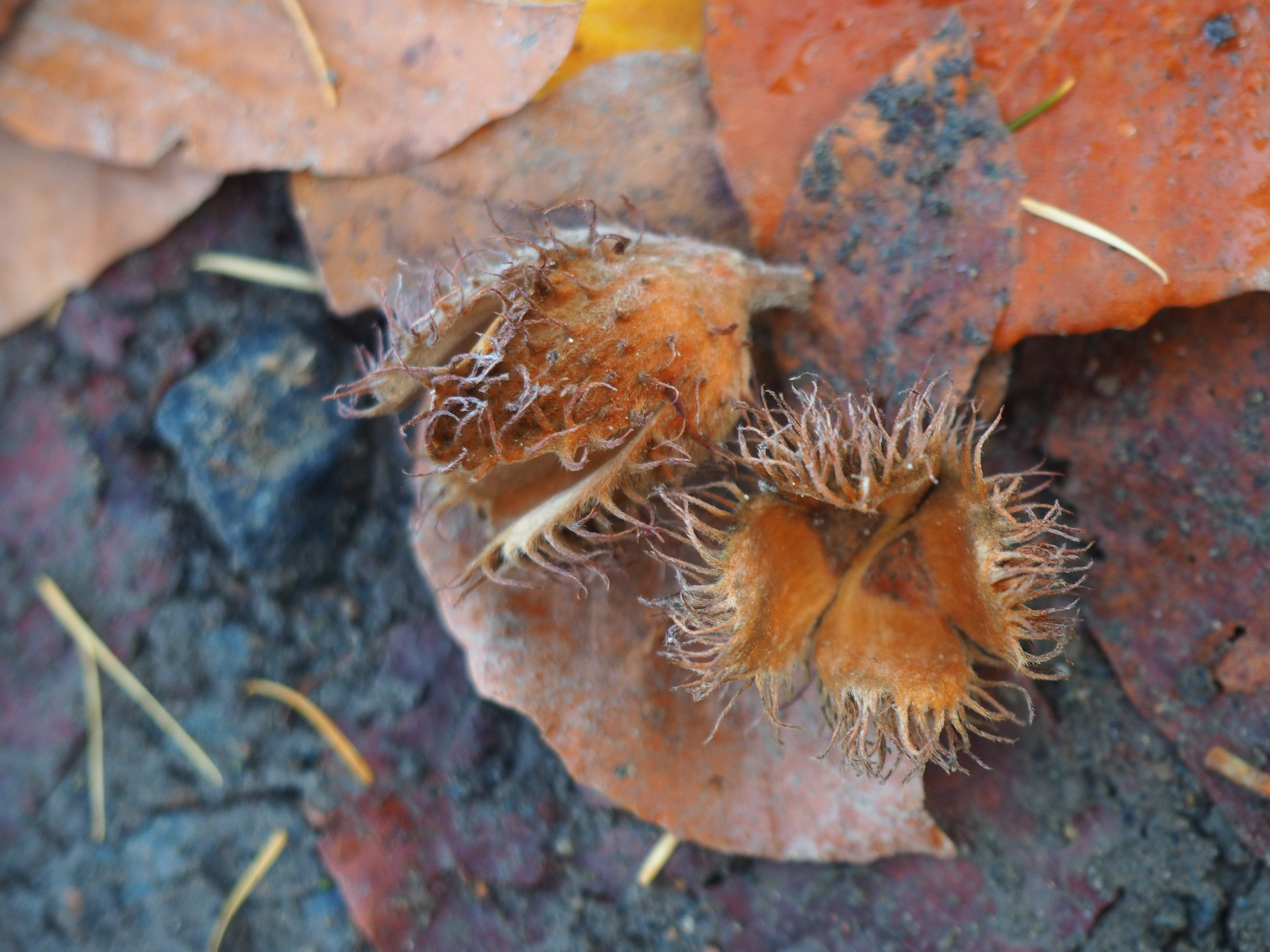
Plody buku